# Ancien siège de la Ligue royale vélocipédique belge
L'ancien siège de la Ligue royale vélocipédique belge est un bâtiment de bureaux de trois étages édifié entre 1968 et 1969 par les architectes Ivan Van Mossevelde et Paul Nelis. Situé dans le sud de Bruxelles, le siège est installé aux numéros 49 avenue du Globe et 8 avenue Fontaine Vanderstraeten à Forest. Le bâtiment a été commandé par La Ligue royale vélocipédique belge, à la suite de la vente de leur ancien siège. La construction se place sur un terrain communal dans le cadre de l’aménagement d’un secteur du quartier Vossegat-Roosendaal.
En 2019, La Ligue royale vélocipédique belge déménage à Tubize ; Dexin S.A devient le nouvel acquéreur du lieu. Ce dernier a réalisé plusieurs projets qui se sont vus rejetés. À partir de 2021, un collectif de militants anarchistes revendiquent l'occupation de ce bâtiment laissé vacant. 

## Localisation
La construction du siège de la Ligue royale vélocipédique belge s’inscrit dans un plan d’aménagement des années 1960, qui cadre la planification du secteur Vossegat-Roosendaal. L’entrée principale du bâtiment se situe sur l’avenue Fontaine Vanderstraeten et une seconde sur l’avenue du Globe. Cette dernière est créée dans les mêmes années que le bâtiment de la Ligue royale vélocipédique belge. Lors de la construction, le bâtiment n’avait aucun vis-à-vis au Nord. Aujourd’hui, un bâtiment juste en face a vu le jour dans les années 1990. La gestion des gabarits des bâtiments aux alentours a été géré dès la conception de l’édifice de la Ligue royale vélocipédique belge, grâce à ce plan d'aménagement dans le cadre de Forest National.

## Histoire
La Ligue royale vélocipédique belge est une association érigée en 1882, qui siégea à la place des Matyrs, 8 à Bruxelles. Ses bureaux sont vendus pour créer un complexe culturel sur la place des Matyrs. À la suite de cette vente en 1968, la Ligue royale vélocipédique belge commande la construction d’un nouveau siège sur un terrain communal de Forest, suivi par les architectes Ivan Van Mossevelde et Paul Nelis.
En 2019, La Ligue royale vélocipédique belge déménage à Tubize. Les raisons de ce déménagement sont nombreuses. La question du confort d'un point vu acoustique, thermique et spatiale contribue largement à cette prise de décision. Le changement de propriétaire (Dexin S.A ) interroge sur la postérité du bien. 

## Architecture

### Construction
Le plan du bâtiment de la Ligue royale vélocipédique belge est composé d’une ossature rationnelle en acier, de type poteau-poutre profilé en I. L’interstice des poteaux structurels en façades est plein et massif en parpaings béton permettant de porter et contreventer. L’enveloppe du deuxième étage se distingue des autres de par le mur rideau. Ce dernier est maintenu aux extrémités du plancher. Il est constitué d’une trame métallique légère composée de vitrage et de glasal. Ces derniers sont des panneaux sandwich composés de peu d’isolation provoquant des ponts thermiques. Pour l’intérieur du bâtiment, un noyau de circulation verticale en parpaings en béton permettent d’assurer la stabilité de la structure. Celle-ci est régulée sur une trame de 90 × 90 cm. Le choix de ce système constructif permet de libérer les espaces et d’avoir un plan et des  façades libres. 

### Aménagement paysager
Le bâtiment est en retrait de quelques mètres par rapport à la voirie. Il se compose de deux niveaux avec une toiture terrasse accessible. La composition de la parcelle est principalement induite par le stationnement, qui reste le même depuis 1968. Le parcelle de divise en trois parties qualitativement et quantitativement singulières. La première se distingue au niveau du sous-sol avec le parking du côté de l'avenue du Globe. La seconde se positionne du côté Nord laissant place au parking des visiteurs ainsi qu’à une petite terrasse de forme triangulaire. Celle-ci résulte du décoché formé par le rez-de-chaussée. Pour finir la troisième partie est une pelouse d'agrément. Cette pelouse n’est pas utilisée, et n’a pas d’accès. Elle est clôturée par une haie et son muret de soutènement.

### Les façades
Au rez-de-chaussée, les interstices des poteaux sont comblés par de la brique enduite de couleur bleue avec trois tonalités RAL 5007 (côté garage), RAL 6027 (côté entrée principale) et RAL 5012 (pour le couronnement du troisième étage). La palette chromatique actuelle n'est pas celle d'origine. Lors de l'inauguration du bâtiment, les enduits étaient uniformes et blancs sur toutes les façades. La corniche et les poteaux étaient en gris anthracite. L’entrée principale marquée par un porte-à-faux se situe sur l’avenue Fontaine Vanderstraeten, accédant par un escalier.  Elle est vitrée sur toute la hauteur ce qui dégage une transparence et une ouverture avec son environnement. Cette composition contraste avec le traitement du premier étage, qui est en brique enduite de couleur blanche RAL 9016 et aveugle. Le traitement de cet étage sur la  façade Nord exprime la conception fonctionnelle du plan, avec des niches en porte-à-faux. Celles-ci donnent sur des salles de conférences, ainsi elles permettaient de ranger les chaises ou d’exposer les trophées. La façade Sud exprime un autre aspect de la fonctionnalité avec un volume cylindrique aveugle sur toute la hauteur qui affirme la distribution verticale. 

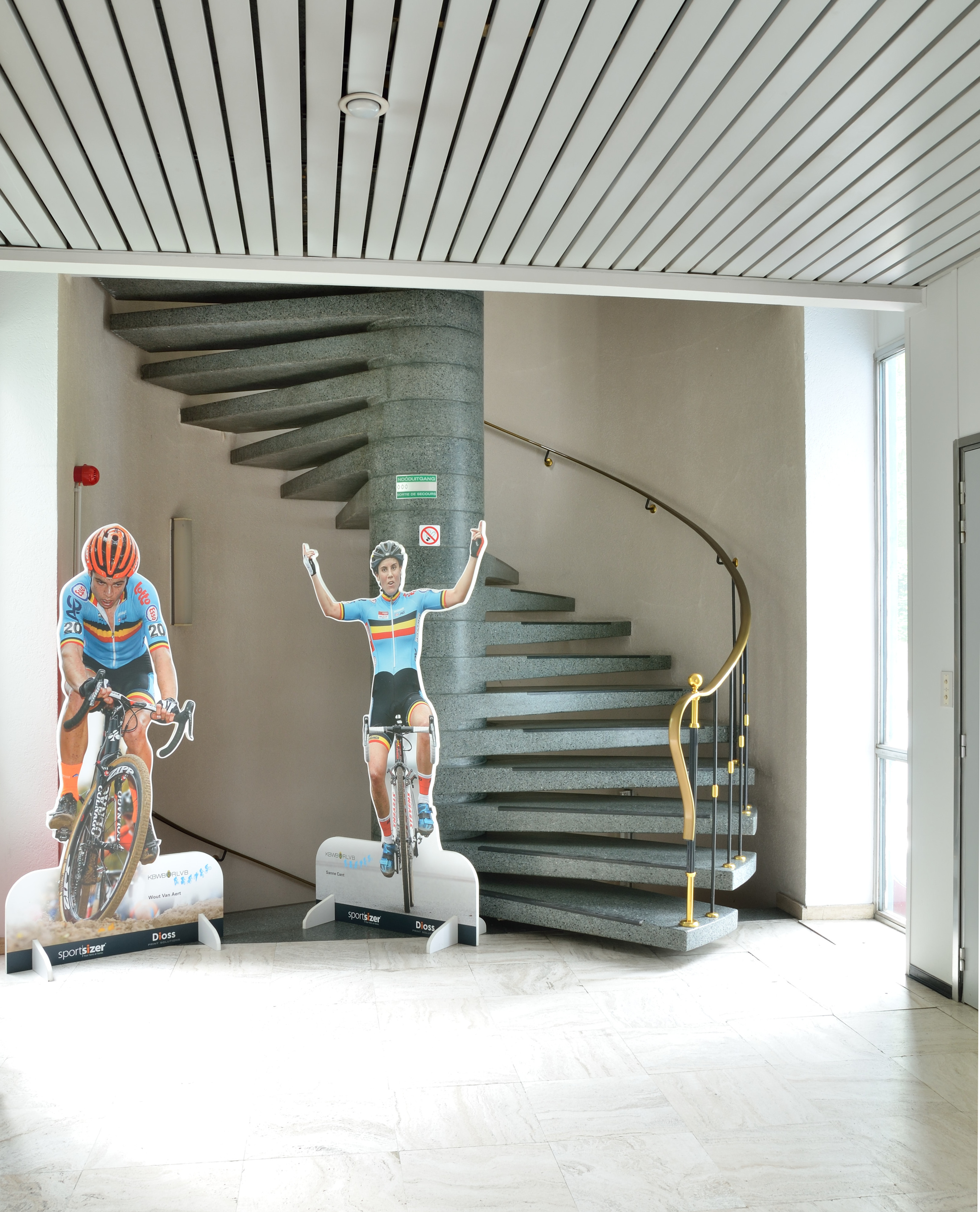
Photographie sur l'escalier monumental, source Urban.Brussels, 2017

La plasticité de chaque façade tire ses ressources dans le système structurel, ses éléments constructifs, mais aussi son plan. En effet, la composition des façades est en rapport avec le plan fonctionnel du bâtiment : ils sont interdépendants. Cette caractéristique est une des qualités fondamentales de la composition architecturale du bâtiment.

### Aménagement intérieur

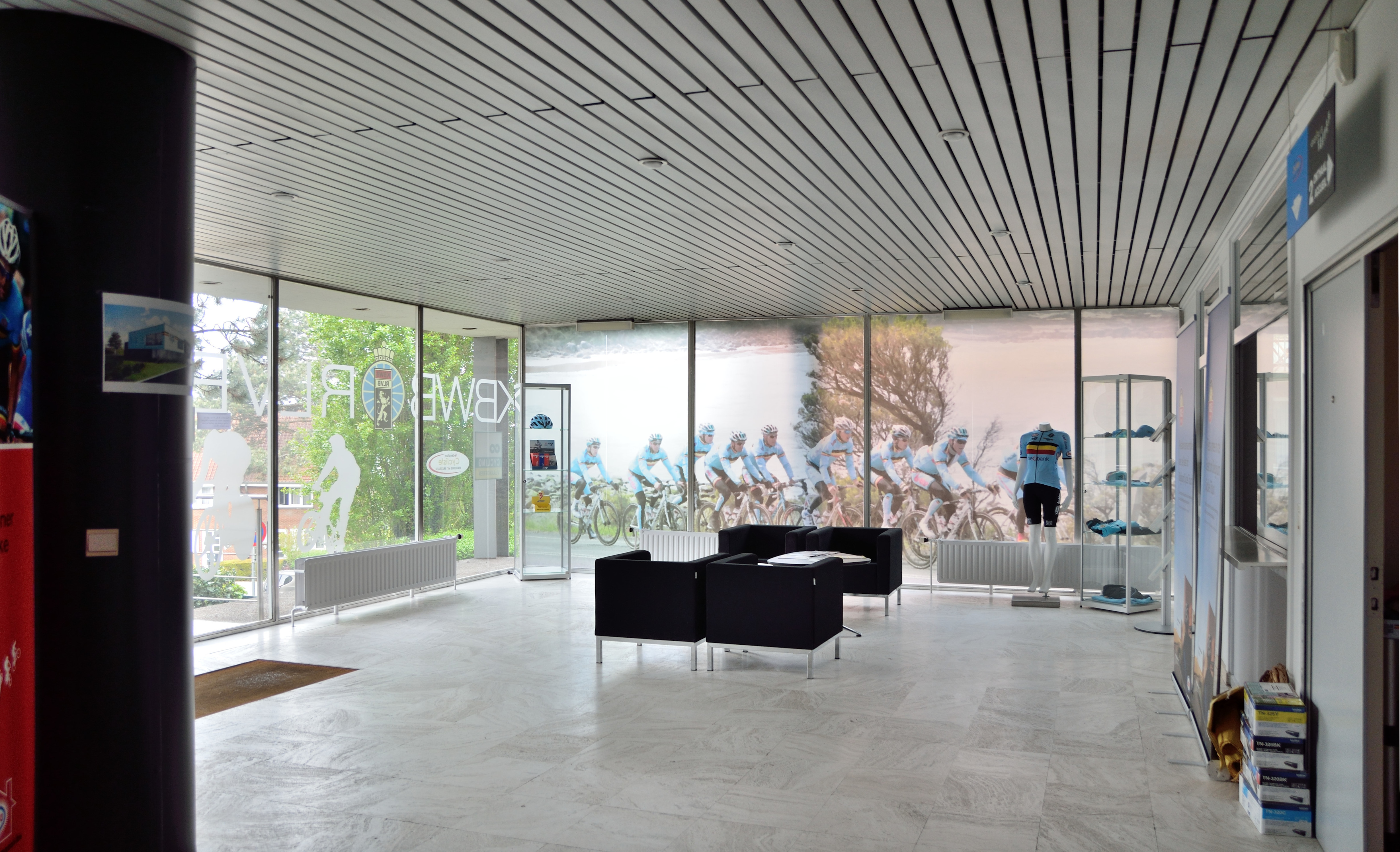
Photographie sur le hall, source Urban.Brussels, 2017

Le hall d’entrée du bâtiment s’ouvre sur son environnement avec ses grandes baies toutes hauteurs vitrées. Le décor du hall est très pur avec des murs en blancs et un sol en marbre. Le hall est à la fois un espace tampon entre l’extérieur et les bureaux, et un espace de distribution. En effet, il donne sur  une circulation secondaire qui crée une perspective sur l’escalier monumental en marbre poli. Cette circulation en croix se répète sur l’ensemble des étages, ce qui permet de desservir les différents espaces. Les salles de conférences au premier étage présentent des niches visibles en façades côté Nord. Elles permettent le rangement des chaises, cet aspect met en valeur la fonctionnalité de la construction et du plan. De plus, ses murs sont ornés d'une œuvre picturale réalisée par l'artiste J.J Sanders, elle met en scène des cyclistes. Dans l’ensemble, le bâtiment est assez authentique et intègre car il a subi peu de modifications au cours du temps. À l’exception du deuxième étage, où l’espace est décloisonné et laisse place à un « open space ». Pour correspondre à cette spatialité des points de distribution d’énergie sont rajoutés. Sur ce même étage, des espaces cloisonnés sont créés. Ces derniers ont  fortement atteint l’intégrité par l’ajout de diverses matières qui ne suit pas la logique d’origine.

## Le bâtiment occupé
Ce bâtiment ayant été laissé vide par le propriétaire actuel, un collectif de jeunes militants anarchistes en revendiquent l'occupation. Ils et elles en font un espace d'accueil pour les personnes transgenres, queers, précaires, ou en situation de régularisation. 

## Fonds d'archives
- Archives de la Commune de Forest, service urbanisme
- Archives de la Ligue Royale Vélocipédique Belge, rue de Bruxelles 482, 1480 Tubize

## Autres Références
- Entretien réalisé auprès de Christian Kieckens (ancien élève et stagiaire de Paul Nelis) en mars 2020
- Entretien réalisé auprès des anciens occupants c'est-à-dire les employés de la Ligue Royale Vélocipédique Belge en février 2020
- Suite réalisé par Urban.Brussels, 2017